# Hada littoralis
Hada littoralis là một loài bướm đêm trong họ Noctuidae.